# Marathon van Honolulu 2007

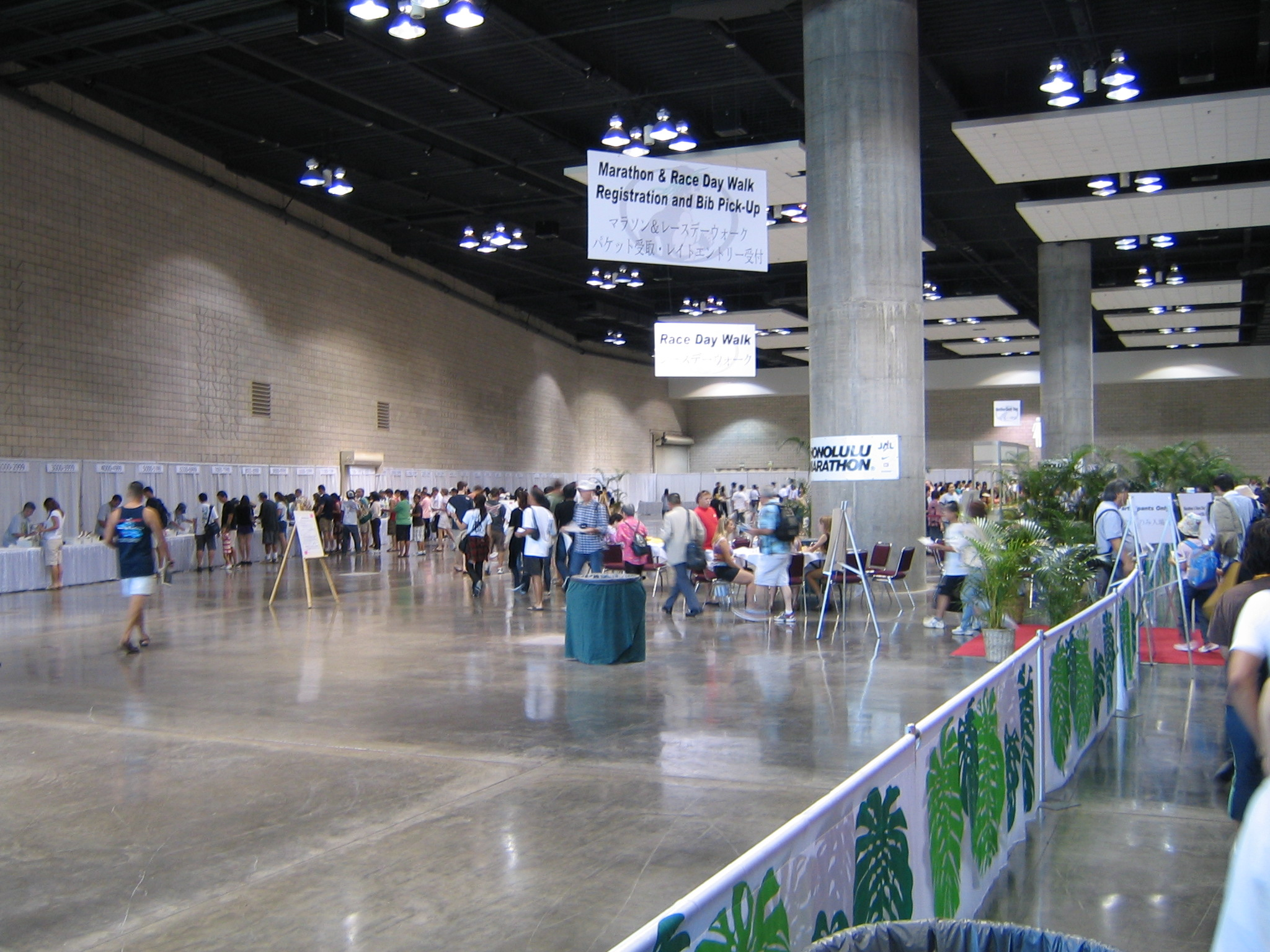
Registratie bij de marathon

De marathon van Honolulu 2007 vond plaats op 9 december in Honolulu. Het was de 35e editie van deze marathon. Bij de mannen won de Keniaan Jimmy Muindi in 2:18.53 en bij de vrouwen was de Russin Alevtina Biktimirova het snelst in 2:33.07.
In totaal finishten er 20.692 marathonlopers, waarvan 10.731 mannen en 9961 vrouwen.

## Uitslagen

### Mannen
| rang   | naam                | land | tijd    |
| ------ | ------------------- | ---- | ------- |
| Goud   | Jimmy Muindi        | KEN  | 2:18.53 |
| Zilver | Eric Nzioka         | KEN  | 2:21.32 |
| Brons  | Boniface Mbuvi      | KEN  | 2:22.59 |
| 4      | Aleksey Aleksandrov | RUS  | 2:24.36 |
| 5      | Satori Hori         | JPN  | 2:30.00 |
| 8      | Masakazu Takahashi  | JPN  | 2:31.02 |

### Vrouwen
| rang   | naam                 | land | tijd    |
| ------ | -------------------- | ---- | ------- |
| Goud   | Alevtina Biktimirova | RUS  | 2:33.07 |
| Zilver | Akemi Ozaki          | JPN  | 2:34.22 |
| Brons  | Tatjana Petrova      | RUS  | 2:35.56 |
| 4      | Kaori Yoshida        | JPN  | 2:43.21 |
| 5      | Mina Ogawa           | JPN  | 2:47.32 |
| 7      | Satoko Uetani        | JPN  | 2:52.30 |
| 8      | Maiko Kawano         | JPN  | 2:54.31 |
| 10     | Helen Stanton        | AUS  | 2:57.15 |

1973 ·
1974 ·
1975 ·
1976 ·
1977 ·
1978 ·
1979 ·
1980 ·
1981 ·
1982 ·
1983 ·
1984 ·
1985 ·
1986 ·
1987 ·
1988 ·
1989 ·
1990 ·
1991 ·
1992 ·
1993 ·
1994 ·
1995 ·
1996 ·
1997 ·
1998 ·
1999 ·
2000 ·
2001 ·
2002 ·
2003 ·
2004 ·
2005 ·
2006 ·
2007 ·
2008 ·
2009 ·
2010 ·
2011 · 
2012 · 
2013 ·  
2014 ·  
2015 ·  
2016 ·  
2017